# 転写減衰
転写減衰（てんしゃげんすい、transcription attenuation）とは、転写のアテニュエーションとも呼ばれ、遺伝子発現の制御機構の一つで、DNAから転写されるmRNAの配列がRNAポリメラーゼの作用に干渉しmRNAの転写を中断させることで自分自身であるmRNAの発現が抑制される仕組みである。原核生物である細菌で多く見られるが、真核生物でも一部で見られる。
転写減衰により中断しているmRNAの転写は、調節タンパク質がRNAポリメラーゼと干渉している配列に結合すると転写減衰が解除される。そうすると中断していたmRNAの転写は再開され、完全なRNAが生成するようになる。例えばHIVのTarタンパク質は転写減衰を解除する作用を持つことが知られている。